# 北宋駅
北宋駅（ほくそうえき、中国語：北宋站、英語：Beisong Station）は河北省石家荘市長安区にある石家荘地下鉄1号線の駅。2017年6月26日に、1号線の開業とともに供用開始された。

## 位置
北宋駅は石家荘市長安区の中山東路と建華北大街の交差点にある。

## 駅構造
島式ホーム1面2線の地下駅。
| 地上     | 出入口     | A、B、C、D出入口                     |
| 地下一階 | 駅ロビー   | 切符売り場                           |
| 地下二階 | 線路       | ■1号線 西王方面 （次の駅：体育場駅） |
| 地下二階 | 島式ホーム |                                      |
| 地下二階 | 線路       | ■1号線 福沢方面 （次の駅：談固駅）   |

## 出入口
出入口は4つ使用されている。
| 出入口番号 | 出入口がある場所、その周辺                                     |
| ---------- | -------------------------------------------------------------- |
| 出口 · A   | 中山東路（北側）、建華北大街（東側）、建華百貨                 |
| 出口 · B   | 中山東路（南側）、建華南大街（東側）、新世紀鑽石広場           |
| 出口 · C   | 中山東路（南側）、建華南大街（西側）、石家荘市科学技術局       |
| 出口 · D   | 中山東路（北側）、建華北大街（西側）、河北省電力勘測設計研究院 |

## 隣の駅
石家荘地下鉄
■1号線
体育場駅 - 北宋駅 - 談固駅